# Franz Lothar Schleyer
Franz Lothar Schleyer (* 31. März 1913; † 9. Februar 1995) war ein deutscher Arzt und Rechtsmediziner.

## Leben und Wirken
In den 1950er Jahren arbeitete er gemeinsam mit Otto Prokop im Institut für Gerichtliche Medizin der Universität Bonn unter Herbert Elbel. Dort habilitierte er sich 1950 und wurde zum Privatdozenten ernannt. 1956 wurde er zum außerplanmäßigen Professor ernannt und 1964 als Ordinarius für Rechtsmedizin an die Philipps-Universität Marburg berufen.
Schleyer war Mitglied der Academie Internationale de Médecine légale und der Deutschen Gesellschaft für Rechtsmedizin und war unter anderem beim Fall des Iserlohner Liebespaarmord als Experte tätig. Er befasste sich im Rahmen seiner Dissertation ausführlich mit dem Phänomen der Stigmatisation. 1948 veröffentlichte Franz Schleyer seine Erkenntnisse in dem Buch Die Stigmatisation mit den Wundmalen. 1975 engagierte sich Franz Schleyer gegen Entgleisungen der deutschen Sprache in Zeitungen.
Er hat mit Irmgard Oepen, ebenfalls Professor am Institut für Rechtsmedizin der Universität Marburg, zusammengearbeitet.

## Schriften (Auswahl)
- Die Stigmatisation mit den Blutmalen: biographische Auszüge und medizinische Analyse. Schmorl & Von Seefeld, 1948.
- Die Heilungen von Lourdes: eine kritische Untersuchung. Bouvier, 1949.
- mit Herbert Elbel: Blutalkohol. 2. Auflage. Thieme, Stuttgart 1956.
- Beobachtungen über den Verlauf der Blutalkoholkurve nach Ende der Alkoholaufnahme. In: Der Medizinische Sachverständige. Band 55, 1959, S. 151 ff.
- mit D. Wichmann: Die Tatzeit in Beziehhung zum Ende des Alkoholkonsums und zum Blutalkoholgehalt bei Verkehrsdelikten und Über die Beziehung zwischen dem Intervall von angeblichem Alkoholkonsumende bis zur Blutentnahme und dem Ausmaß der stündlichen Blutalkoholsenkung. In: Blutalkohol. Band 1, 1961/1962, S. 135 ff. und S. 234 ff.
- mit W. Lechner: Ergebnisse statistischer Untersuchungen über den Beginn des linearen Abfalls von Blutalkoholkurven. In: Blutalkohol. Band 7, 1970, S. 239 ff.
- mit U. Hilgermann: Über die Beziehungen zwischen Untersuchungsergebnissen von Doppelblutentnahmen und der Analysenpräzision. In: Blutalkoholkonzentration. Band 8, 1971, S. 33 ff.
- Humanbiologische Spuren. Sicherung, Nachweis und Analyse in Kriminaltechnik und forensischer Medizin. Mit Beiträgen von Gerhard Bässler. Kriminalistik-Verlag, Heidelberg 1995 (= Kriminalistik. Band 32), ISBN 3-7832-0695-2.
- Mit Irmgard Oepen. Leitfaden der gerichtlich-medizinischen Blutspuren-Untersuchung. Schmidt-Römhild, Lübeck 1977 (Arbeitsmethoden der medizinischen und naturwissenschaftlichen Kriminalistik, Band 4) ISBN 3-7950-0617-1.
- (Hrsg.) Forschungsergebnisse der gerichtlichen Medizin. Festschrift zum 60. Geburtstag von Herbert Elbel. Mit einem Grusswort und 29 Beiträgen von Freunden, Fachkollegen und Schülern des Jubilars. Schmidt-Römhild, Lübeck 1967.
- Leitfaden der gerichtlich-medizinischen Blutspuren-Untersuchung. Schmidt-Römhild, Lübeck 1966. Arbeitsmethoden der medizinischen und naturwissenschaftlichen Kriminalistik, Band 4).
- Postmortale klinisch-chemische Diagnostik und Todeszeitbestimmung mit chemischen und physikalischen Methoden. Thieme, Stuttgart 1958.
- Versuche zur papierelektrophoretischen Todeszeitbestimmung aus dem Hämolysegrad des Leichenserums. In: Schweizerische Zeitschrift für allgemeine Pathologie und Bakteriologie. 19/1956, S. 273–277, doi:10.1159/000160692.
- Zur bedeutung bronchiolitischer und peribronchiolitischer Veränderungen beim plötzlichen Tode im Säuglingsalter. In: International Journal of Legal Medicine. Springer, Berlin/Heidelberg, 1. Januar 1956, ISSN 0937-9827 doi:10.1007/BF00664637.